# Eklektyzm starożytny
Eklektyzm starożytny - kierunek filozoficzny starożytności, łączący w sobie elementy z różnych doktryn filozoficznych, zwłaszcza hellenistycznych - epikureizmu, sceptycyzmu i stoicyzmu. Eklektyzm można podzielić na grecki (Akademia Platońska) i rzymski (przede wszystkim Cyceron).

## Czwarta Akademia (przezwyciężanie sceptycyzmu)
Filon z Laryssy nauczał, że mimo że stoickie kryterium prawdy nie wytrzymuje krytyki sceptycyzmu,  nie wynika z tego, że rzeczy są niezrozumiałe obiektywnie, lecz że to my ich nie rozumiemy. Może istnieć jakieś inne kryterium prawdy, które taką krytykę wytrzyma, ponieważ z natury rzeczy mogą być zrozumiałe.
Nie należy więc całkowicie odrzucać pojęcia prawdy. Należy przyjąć odróżnienie prawdy od fałszu, choć nie posiadając kryterium odróżniania tego co jest prawdą i posiadając jedynie pozory, możemy stwierdzić tylko to co prawdopodobne.
Filon przyjmuje prawdę odciśniętą w duszy i umyśle, której jednak nie można ująć ani zrozumieć na poziomie obiektywnej pewności.

## Piąta Akademia
Antiochos z Askalonu nauczał, że prawda istnieje i jest poznawalna. Był przekonany, że nauki Platona i Arystotelesa, a także nauki stoików mówią to samo. Kierunki te wyrażały te same treści za pomocą różnych słów.
W fizyce, logice i etyce popierał stoików. Nauczał życia zgodnego z rozumną naturą. Zarówno cnota, jak i dobra materialne są konieczne do szczęścia.

## Eklektyzm rzymski
Za najbardziej reprezentatywnego przedstawiciela eklektyzmu rzymskiego uznaje się Cycerona. Był on doskonale obeznany z doktrynami głównych szkół filozoficznych swoich czasów. Cyceron zestawiał ze sobą poglądy różnych szkół filozoficznych, starając się określić, które z nich są najbardziej prawdopodobne (eklektyczny probablizm). Obok wartości metodologicznej, takie zestawienie było też jego zdaniem doskonałym ćwiczeniem wymowy. Cechował go umiarkowany sceptycyzm, co do możliwości jednoznaczego określenia prawdy. To, że wybitni myśliciele nie byli w stanie zgodzić się co do żadnych podstawowych prawd, wskazuje jego zdaniem, że prawda jest nieosiągalna, a jedyne co człowiekowi pozostaje, to zbliżające się do prawdy prawdopodobieństwo. Jego najważniejsze dzieła poświęcone były tematyce etycznej. Odrzucał etykę epikurejską, czołowe znaczenie przyznając stoicyzmowi, zmieniając go jednak pod wpływem arystotelizmu i platonizmu. Przede wszystkim odrzucił stoicki elitaryzm, uznający, że tylko mędrzec jest cnotliwy. Według Cycerona nikt ze śmiertelnych nie dostąpił prawdziwej cnoty, należy się więc zająć problemami codziennego życia. Rygoryzm stoicyzmu uległ u niego złagodzeniu i duża część pism etycznych Cycerona poświęcona jest fenomenologicznym analizom różnych sytuacji moralnych.